# Titanfall: Assault
Titanfall: Assault fue un videojuego de estrategia en tiempo real de la serie Titanfall para plataformas móviles al estilo Clash Royale. Fue desarrollado por Particle City y Respawn Entertainment de Electronic Arts, publicado por Nexon y lanzado para iOS y Android en agosto de 2017. Se esperan más títulos de la asociación de juegos móviles de 2015 de Nexon, EA y Respawn.
Todos los servidores de Titanfall: Assault se cerraron el 30 de julio de 2018 y se eliminaron de Google Play un día después, el 31 de julio de 2018.

## Otras lecturas
- Corrigan, Hope (3 de mayo de 2017). «Respawn anuncia el juego móvil de estrategia en tiempo real Titanfall Assault». IGN. Archivado desde el original el 20 de agosto de 2017. Consultado el 15 de agosto de 2017.
- Donlan, Christian (14 de agosto de 2017). «El juego para teléfonos inteligentes de Titanfall ofrece una posible idea de por qué la serie tiene problemas». Eurogamer. Archivado desde el original el 17 de agosto de 2017. Consultado el 15 de agosto de 2017.
- Dotson, Carter (9 de mayo de 2017). «Lanzamiento suave de 'Titanfall: Assault' en Filipinas». TouchArcade. Archivado desde el original el 4 de agosto de 2017. Consultado el 15 de agosto de 2017.
- Newhouse, Alex. «Se anuncia el nuevo juego de estrategia en tiempo real Titanfall para dispositivos móviles». GameSpot. Archivado desde el original el 15 de noviembre de 2017. Consultado el 15 de agosto de 2017.
- Strawhun, Aiden. «El spin-off de Titanfall se lanza la próxima semana». GameSpot. Archivado desde el original el 20 de agosto de 2017. Consultado el 15 de agosto de 2017.
- Tylwalk, Nick (10 de agosto de 2017). «Reseña de Titanfall: Assault -- Prepárate para la caída de cartas». Gamezebo. Archivado desde el original el 11 de agosto de 2017. Consultado el 15 de agosto de 2017.